# Franck Pourcel
Franck Marius Louis Pourcel (Marsella, 14 de agosto de 1913-Neuilly-sur-Seine; 12 de noviembre de 2000), conocido como Franck Pourcel, fue un destacado compositor, arreglista y director de orquesta francés. Es también uno de los pocos (posiblemente el único a gran escala) directores musicales franceses que tiene reconocimiento en los Estados Unidos. Su relación con la música empezó con su padre, que era técnico de la Marina francesa, pero también músico, quien, en honor a César Franck, llamó Franck a su hijo, cuyo segundo nombre era Marius. A los seis años entró al Conservatorio de Marsella para estudiar violín y percusión general (debido a su afición al  jazz, por ese entonces cada vez más popular). Después, fue al Conservatorio Nacional de París. Sus trabajos se basan en la percusión y en las cuerdas, sobre todo el violín, y empezó su carrera como violinista en varios teatros de Marsella. En 1939 se casó con Odette y tuvieron una hija, Françoise Pourcel, quien cuidaría el legado musical de su padre.[cita requerida]
En 1952 emigró a los Estados Unidos pero regresó al año siguiente para grabar las canciones Blue Tango y Limelight. En 1954 grabó su primer álbum con la compañía Pathe-Marconi, al que pronto siguieron otros ocho en tres años. Se ganó al público estadounidense con su interpretación de la célebre y casi sagrada "Only You" en 1959, que le reportó un disco de oro. Entre 1956 y 1972, fue el director de orquesta del Festival de Eurovisión con la excepción de 1957 y 1968. Cuatro de las canciones que dirigió le valieron el triunfo a Francia, que se convirtió así en el país más exitoso en los primeros años del festival, hasta que Luxemburgo igualó sus cuatro victorias en 1973.[cita requerida]
En 1958, empezó a grabar música clásica. Dirigió a la Orquesta Sinfónica de Londres, a la orquesta de la BBC y a la Orquesta Lamoureux en la Sala Pleyel de París. En 1961, compuso junto a Paul Mauriat el éxito Chariot, que fue grabado por Petula Clark. Compuso en 1975 el tema Concorde en ocasión del vuelo inaugural del hasta hoy único avión de pasajeros supersónico, a petición expresa de Air France. Otro tema consagrado fue Sir Duke, compuesta por Stevie Wonder y Fluty. Grabó hasta 1995 con EMI, y alcanzó los 250 álbumes y más de 3000 canciones compuestas. Falleció el 12 de noviembre de 2000 a causa de la enfermedad de Parkinson en Neuilly-sur-Seine, cerca de París.[cita requerida]